# Dragon Ball Z: Super Butōden
Dragon Ball Z: Super Butōden (ドラゴンボールZ 超武闘伝, Doragon Bōru Zetto Sūpā Butōden)}, é o primeiro jogo da série Super Butōden baseado na série Dragon Ball Z. É um jogo da Bandai lançada para o SNES. O jogo foi lançado no Japão em 20 de março de 1993 e na França e Espanha, em 30 de novembro de 1993. Tem 10 personagens e sua história abrange desde o final da saga Dragon Ball para a conclusão dos Cell Games.

## Personagens
- Goku (Basico, SSJ)
- Vegeta (Basico, SSJ)
- Gohan (SSJ)
- Cell (Forma imperfeita,Forma perfeita)
- Trunks (SSJ com armadura e normal)
- Piccolo
- Freeza
- Androide-16
- Androide-18
- Dr. Gero
- Krillin